# 余玉節
余玉節（1568年—1629年），字聲子，號振衡，湖廣武昌府興國州大冶縣人，明朝政治人物。

## 生平
幼年英異，十歲試童子試，即以對策稱。以《詩經》萬曆二十五年（1597年）湖廣鄉試舉人第八十三名，二十九年（1601年）辛丑科，會試第一百三十名，成二甲第八名進士，丁父艱，聞訃，號慟幾絶。服除，授户部主事，差榷臨清關税。歷遷刑部郎中，出知吉安府，甫至，即問民疾苦，購求馬驛漕艘，為畫一之法以蘇民困。時欲廢白鷺洲書院，以建魏忠贤生祠，玉節力存之。遷雲南粮儲僉事，升副使，未赴任，適梅岭妖賊肆逞，虔民震懼，兩臺奏留參藩，改贛州府分守副使，即日單車就道，簡將士，足糗糧，嚴斥堠，方略出奇，屢衂賊鋒，擢僉都御史，巡撫南贑，竟以勞瘁卒。

## 家族
父余必迪，号石丘，第四子玉節。
子余文明，举人，海宁知县；余浚明，拔贡；余镆明，邑廪生；余际明，拔贡，茶陵州知州；余允明，邑廪生；余顺明，清户部尚书余国柱父。